# (73180) 2002 HY10
(73180) 2002 HY10 – planetoida z pasa głównego asteroid okrążająca Słońce w ciągu 4,35 lat w średniej odległości 2,66 j.a. Odkryta 18 kwietnia 2002 roku.